# Turveria
Turveria is een geslacht van weekdieren uit de klasse van de Gastropoda (slakken).

## Soorten
- Turveria encopendema Berry, 1956
- Turveria pallida Warén, 1992
- Turveria schwengelae (Bartsch, 1938)